# João Carlos Lombo da Silva Cordeiro
João Carlos Lombo da Silva Cordeiro (Cascais, Cascais, 6 de junho de 1947) é um farmacêutico e empresário português. Foi um dos fundadores, em 1974, da Associação Nacional das Farmácias da qual foi Presidente da Direção ao longo de 32 anos, entre 1981 e 2013.

## Família
Filho de Vítor Hugo da Silva Cordeiro e de sua mulher Maria Cremilde Lombo, cresceu em Cascais, onde fez o Ciclo Preparatório, estudando no Colégio Menino Jesus. É casado com Maria Manuela Flores Teixeira.

## Biografia
Frequentou o Colégio Militar durante sete anos, até 1963. Com oito farmacêuticos na família, deu continuidade à tradição familiar, licenciando-se em Ciências Farmacêuticas pela Faculdade de Farmácia da Universidade do Porto. Nesse mesmo ano, em outubro, tornou-se Proprietário e Diretor Técnico da Farmácia das Fontainhas, em Cascais.  
Um dos projectos mais emblemáticos à qual a ANF se associou durante a sua presidência foi o Programa de Troca de Seringas, contribuindo para o combate do flagelo do VIH/SIDA. A dispensa pelas farmácias de medicamentos hospitalares, o regime de comparticipações e o regime de preços foram outras das medidas defendidas.
No final do seu mandato como presidente da Associação Nacional das Farmácias, encabeçou o movimento “Farmácias de Luto”, que reuniu a assinatura de mais de 324 mil pessoas contra as alterações na política do medicamento conduzidas pelo Governo e as suas consequências na sobrevivência das farmácias.
Em Janeiro de 2013 deixou a presidência da ANF. João Cordeiro, independente, foi candidato apoiado pelo Partido Socialista à Câmara Municipal de Cascais nas eleições autárquicas que tiveram lugar nesse ano, nas quais foi eleito Vereador.

## Funções exercidas
- Presidente da Direção da Associação Nacional das Farmácias (1981-2013).
- Administrador da Glintt – Global Intelligent Technologies (2008 – 2013).
- Gerente da Farminveste – Gestão de Participações, SGPS, Lda. (2008- 2013).
- Administrador da Jutai, Sociedade Imobiliária, SA. (2007- 2013).
- Administrador da Finanfarma – Sociedade de Factoring, SA. (2006 – 2013).
- Administrador da Pulso, Informática S. L. Unipersonal (2006 – 2011).
- Gerente do Infosaúde – Instituto Farmacêutico de Ciência e Tecnologia, Unipessoal, Lda. (2005 – 2013).
- Gerente da Farminveste 2 – SGPS, Unipessoal, Lda. (2005 – 2013).
- Gerente da Cardinal 2 – Engenharia de Sistemas, Lda. (2004 -2005).
- Gerente da FARMATRADING 2, Produtos Farmacêuticos, Unipessoal, Lda. (2005- 2007).
- Membro do Conselho de Gerência da Consiste – Gestão de Projetos, Obras, Tecnologias de Informação, Equipamentos e Serviços, Lda (2003 – 2008).
- Sócio Gerente da Victor Cordeiro – Serviços de Gestão Partilhados, Lda. (2002 a 2013).
- Presidente do Conselho de Administração da Casa do Farmacêutico – Desenvolvimento e Gestão Social, Turística e Imobiliária, S.A. (2002 a 2013).
- Presidente da Direção da Infarma – Cooperativa de Informática das Farmácias, de (1987 – 1992 e 2001 – 2009).
- Sócio Gerente da Quilaban – Química Laboratorial Analítica, Lda. (1994 – 2013).
- Membro do Conselho Geral do Monaf – Montepio Nacional da Farmácia ASM (1991 – 2013).
- Presidente do Conselho de Administração da Farminveste – Investimentos, Participações e Gestão, SA (1990 – 2013).
- Presidente da Comissão instaladora do Monaf – Montepio Nacional das Farmácias (1985-1988).
- Presidente da Direção da Farmacoope – Cooperativa Nacional das Farmácias, CRL (1986 – 2013).
- Gerente da Farmatrading, Produtos Farmacêuticos, Lda. (1990 – 2005).
- Sócio Gerente da Clínica das Fontainhas, Lda. (1974 – 2013).
- Sócio Gerente da TVS – Tecnologia e Diagnóstico na Saúde (1974 – 2013).
- Presidente da AEFFUP - Associação de Estudantes da Faculdade de Farmácia da Universidade do Porto (1968 - 1970).